# جان أوغوستان بارال
ججان أوغوستان بارال (31 يناير 1819 - 10 سبتمبر 1884) كان مهندسًا زراعيًا فرنسيًا ومنطادًا.
ولد بارال في متز (موزيل). درس في مدرسة الفنون التطبيقية وأصبح فيزيائيًا وأستاذًا للكيمياء وعلم الزراعة. كتب العديد من مؤلفات العلوم الشعبية، خاصة ما يتعلق منها بالزراعة والري، وأصبح مدير نشر المصنفات العلمية. تم تعيينه السكرتير الدائم للجمعية الزراعية الوطنية في فرنسا. توفي في فونتوني سو بوا عام 1884.